# Distrito de Surco
El distrito de Surco es uno de los treinta y dos distritos que conforman la provincia de Huarochirí, ubicada en el departamento de Lima, en el Perú. Se halla en la circunscripción del Gobierno Regional de Lima.
Dentro de la división eclesiástica de la Iglesia Católica del Perú, pertenece a la Vicaría IV de la Diócesis de Chosica

## Historia
El distrito fue creado según ley regional 359, el 15 de septiembre de 1920, en el gobierno del Presidente Augusto Leguía. 
Su capital es el poblado de Surco que está ubicado a 2008 m s. n. m. Con posterioridad al censo efectuado en 1940, Surco fue creado como distrito antes que San Bartolomé.

## Geografía
El distrito cuenta con una superficie territorial de 102,58 km² y una población aproximada de 1 800 habitantes.

## Clima
| Parámetros climáticos promedio de San Jerónimo de Surco | Parámetros climáticos promedio de San Jerónimo de Surco | Parámetros climáticos promedio de San Jerónimo de Surco | Parámetros climáticos promedio de San Jerónimo de Surco | Parámetros climáticos promedio de San Jerónimo de Surco | Parámetros climáticos promedio de San Jerónimo de Surco | Parámetros climáticos promedio de San Jerónimo de Surco | Parámetros climáticos promedio de San Jerónimo de Surco | Parámetros climáticos promedio de San Jerónimo de Surco | Parámetros climáticos promedio de San Jerónimo de Surco | Parámetros climáticos promedio de San Jerónimo de Surco | Parámetros climáticos promedio de San Jerónimo de Surco | Parámetros climáticos promedio de San Jerónimo de Surco | Parámetros climáticos promedio de San Jerónimo de Surco |
| Mes                                                     | Ene.                                                    | Feb.                                                    | Mar.                                                    | Abr.                                                    | May.                                                    | Jun.                                                    | Jul.                                                    | Ago.                                                    | Sep.                                                    | Oct.                                                    | Nov.                                                    | Dic.                                                    | Anual                                                   |
| ------------------------------------------------------- | ------------------------------------------------------- | ------------------------------------------------------- | ------------------------------------------------------- | ------------------------------------------------------- | ------------------------------------------------------- | ------------------------------------------------------- | ------------------------------------------------------- | ------------------------------------------------------- | ------------------------------------------------------- | ------------------------------------------------------- | ------------------------------------------------------- | ------------------------------------------------------- | ------------------------------------------------------- |
| Temp. máx. media (°C)                                   | 22.2                                                    | 22.3                                                    | 22.2                                                    | 22.1                                                    | 21.1                                                    | 20.1                                                    | 19.7                                                    | 20.1                                                    | 20.4                                                    | 21                                                      | 21.7                                                    | 21.7                                                    | 21.2                                                    |
| Temp. media (°C)                                        | 16.1                                                    | 16.3                                                    | 16                                                      | 15.4                                                    | 13.9                                                    | 12.6                                                    | 12.1                                                    | 12.6                                                    | 13.4                                                    | 14.3                                                    | 14.8                                                    | 15.1                                                    | 14.4                                                    |
| Temp. mín. media (°C)                                   | 10                                                      | 10.4                                                    | 9.8                                                     | 8.7                                                     | 6.7                                                     | 5.1                                                     | 4.6                                                     | 5.2                                                     | 6.5                                                     | 7.6                                                     | 7.9                                                     | 8.5                                                     | 7.6                                                     |
| Precipitación total (mm)                                | 32                                                      | 75                                                      | 54                                                      | 19                                                      | 2                                                       | 0                                                       | 0                                                       | 0                                                       | 3                                                       | 5                                                       | 4                                                       | 22                                                      | 216                                                     |
| Fuente: climate-data.org                                |                                                         |                                                         |                                                         |                                                         |                                                         |                                                         |                                                         |                                                         |                                                         |                                                         |                                                         |                                                         |                                                         |

## División administrativa
Además del pueblo de Surco que cuenta con 382 viviendas y está ubicado a 2008 m s. n. m., está el caserío de Ayas con 80 viviendas a 2 634 m s. n. m.; el anexo Eduardo de Habich con 79 viviendas a 2 273 m s. n. m.; la unidad agropecuario de Songos de 48 viviendas a 1965 m s. n. m.; el caserío de Huaquicha con 20 viviendas a 2 634 m s. n. m.;; Santa Rosa de Pucshama y Linday con 19 viviendas cada uno y a 1 997 y 2 289 m s. n. m. respectivamente, el campamento minero Hepsa a 2 221 m s. n. m.; unidad agropecuario Jurco con 15 viviendas a 2 265 m s. n. m.; unidad agropecuario de Verrugas con 11 viviendas a 1674 m s. n. m.; la unidad agropecuario de Laya con 10 viviendas y a 2 103 m s. n. m.

## Autoridades

### Municipales
- 2015 - 2018[3]
  - Alcalde:  Alfredo Quispe Córdova, Movimiento Patria Joven (PJ).
  - Regidores: Tito Edgar Contreras Navarro (PJ), Paulina Gavina Ticlayauri Bautista (PJ), Nilton César Flores Mondragón (PJ), Fredy Vridt Huaytalla Flores (PJ), Andrés Adrián Pomachagua Flores (Unidad Cívica Lima).
- 2011 - 2014[4]
  - Alcalde:  Nilton Marcelo Ochoa Violeta, Movimiento Concertación para el Desarrollo Regional (CDR).
  - Regidores: Beatriz Ventura Flores Alta (CDR), Efraín Fernando Cajavilca Rojas (CDR), Sally Marisol Asto Gonzales (CDR), Andrés Adrián Pomachagua Flores (CDR), Elmo Miller Flores Rueda (Alternativa Huarochirana).
- 2007 - 2010
  - Alcalde: Nilton Marcelo Ochoa Violeta, Partido Siempre Unidos.
- 2003 - 2006
  - Alcalde: José Yorsi Zaconeta Cotera, Movimiento Cuatro Valles.
- 1999 - 2002
  - Alcalde:  Alfredo Quispe Córdova, Movimiento independiente Revelación Huarochirana.
- 1996 - 1998
  - Alcalde: Alfredo Quispe Córdova, Lista independiente N.º 15 Somos SJ Surco.
- 1993 - 1995
  - Alcalde: Alfredo Quispe Córdova, Partido Acción Popular.
- 1990 - 1992
  - Alcalde: Ramón Aristides Ramos Córdova, Partido Acción Popular.
- 1987 - 1989
  - Alcalde: Abraham Loli Rosales, Partido Aprista Peruano.
- 1984 - 1986
  - Alcalde: Guillermo Rafael Macedo Mayta, Alianza Izquierda Unida.
- 1981 - 1983
  - Alcalde: Salomón Cajavilca Chucle, Partido Acción Popular.

### Policiales
- Comisaría de Surco
  - Comisario: Mayor PNP.[5]

### Religiosas
- Diócesis de Chosica[6]
  - Obispo: Mons. Norbert Klemens Strotmann Hoppe M.S.C.
- Parroquia San Juan Bautista - Capilla San Jerónimo[7]
  - Párroco: Pbro. Oscar Yangali García.
  - Vicario parroquial: David Choquemaqui Quispe.

## Atractivos turísticos
- Iglesia, que se terminó de construir en 1836 y alberga al santo patrón San Jerónimo.[8]

### Cascadas
Dentro de este pintoresco distrito se hallan algunas cascadas como:
- Palacala es una casacada cercana al caserío de Aplácala a unos 5 km del pueblo de Surco.[9]
- Huanano: caída de agua de 25 metros ubicada a 45 minutos de caminata desde el pueblo de Surco, por la quebrada de Matalá, pasando por Huique y el sitio arqueológico del mismo nombre.[10]
- Mortero: cascada cerca al anexo de Ayas. Su agua viene del canal de desvío del túnel de Tamboraque.[10]
- Songos: cascada ubicada cerca al pueblo del mismo nombre, subiendo por la quebrada de Linday por una hora hasta la zona llamada "Los Toboganes".Su agua viene del canal de desvío del túnel de Tamboraque.[10]
- Linday:  cascada cerca al caserío de Linday.Su agua viene del canal de desvío del túnel de Tamboraque.[10]

### Sitios arqueológicos
- Huanano:  construcción de piedra, ubicada en una zona alta en la falda superior del cerro.
- Chapo: chullpas funerarias de los antiguos pobladores de surco.
- Peña Llorana: es una necrópolis.
- Chingana: ubicado a 3500 m s. n. m. cerca al poblado de Huaquicha.
- Cantahuaycho: ubicado en el poblado de Linday. Son construcciones de piedra.
- Boquicuesta: chulpas de piedra ubicadas en el caserío de Linday.
- Mitowayabo
- Kotogentile: son chulpas de piedra en las imponentes alturas permiten observar el valle y sus parcelas.
- Quirihuay:
- Fortaleza de Huacapune que contienen chullpas de piedra usadas de vivienda, plazas, terrazas y graneros de uso militar. Cerca al anexo de Ayas.
- Peña Culebra:  es un petroglifo de una culebra. La pintura está hecha con un barniz natural rojo indeleble (probablemente óxido de fierro) y a la vez grabada con un buril de granito. Es una peña de difícil acceso, en el fondo de una cueva. Cerca al anexo de Ayas.